# Zwangsvergleich
Im Insolvenzrecht bezeichnet der Zwangsvergleich einen gerichtlichen Vergleich zwischen dem Schuldner und seinen nichtbevorrechtigten Gläubigern. Anders als bei einem außergerichtlichen Vergleich ersetzt jedoch das Gericht bei einem Zwangsvergleich nach einer Mehrheitsentscheidung der Gläubiger die fehlende Zustimmung der Gläubigerminderheit. Für die Minderheit kommt die Beteiligung an dem Vergleich daher nur durch gerichtlichen Zwang zustande.
In Deutschland war der Zwangsvergleich in den §§ 160 ff. der Konkursordnung von 1877 geregelt. Seit dem Inkrafttreten der Insolvenzordnung 1999 wird der Begriff des Zwangsvergleichs nicht mehr durch das Gesetz verwendet. Eine ähnliche Funktion übernehmen jedoch der sogenannte Insolvenzplan und der Schuldenbereinigungsplan. Im Unterschied zum Zwangsvergleich ist beim Insolvenzplan keine Zustimmung des Schuldners erforderlich und weitere Beteiligte außer den einfachen Gläubigern können einbezogen werden.